# Johannes von Bevern
Johannes von Bevern (* im 15. Jahrhundert; † 1478) war Domherr in Münster.

## Leben

### Herkunft und Familie
Johannes von Bevern entstammte dem westfälischen Adelsgeschlecht von Bevern, das aus dem Ministerialadel kam und seinen Stammsitz im münsterländischen Ostbevern und Westbevern hatte. Er war der Sohn des Friedrich von Bevern und dessen Gemahlin Getrud Voet zu Kolvenburg und wuchs zusammen mit seinen Geschwistern Agnes († 1475, ⚭ Hermann Korff gen. Schmising), Nikolaus und Wennemar, die ebenfalls Domherren zu Münster waren, auf.
Die Familie von Bevern lebte bis 1588, dem Jahr des Aussterbens im Mannesstamme, auf Schloss Bevern.

### Wirken
Im Dezember 1425 bat Johannes um die Verleihung einer Dompräbende und hielt am 7. Januar 1427 um die frei gewordene Präbende des verstorbenen Domherrn Albert von Sachsen an. Zunächst weigerte sich Johannes zusammen mit seinem Bruder Wennemar, das Kapitelstatut zu billigen. Dieses bestimmte, dass die Vergabe von Ämtern nur an emanzipierte Kanoniker zulässig ist. Später hat er sich diesen Bestimmungen unterworfen und war 1448 als Domherr auch Rektor des Altars in der Lambertikirche in Münster. Johannes blieb bis zu seinem Tode in diesen Ämtern.